# جانشین رئیس ستاد مشترک
جانشین رئیس ستاد مشترک (انگلیسی: Vice Chairman of the Joint Chiefs of Staff) دومین مقام عالی‌رتبه نظامی در نیروهای مسلح ایالات متحده آمریکا است، که توسط رئیس‌جمهور ایالات متحده آمریکا (با مشورت و تأیید مجلس سنا) برای یک دوره ۲ ساله منصوب می‌شود و زیر نظر رئیس ستاد مشترک، فعالیت می‌کند.
جانشین رئیس ستاد مشترک به‌استثناء رئیس ستاد، ارشد کلیه فرماندهان فعال در شاخه‌های مختلف نظامی ایالات متحده محسوب می‌شود، اما اختیار فرماندهی عملیاتی نیروهای تحت امر آنها را ندارد. قانون گلد واتر نیکلز در سال ۱۹۸۶ جایگاه جانشین رئیس ستاد مشترک را برای کمک به رئیس ستاد مشترک در انجام وظایف مربوطه، ایجاد کرد. در غیاب رئیس ستاد، جانشین او، ریاست جلسات ستاد مشترک و سایر مسئولیت‌های مربوط به وی را برعهده دارد، همچنین ممکن است وظایف دیگری را نیز رئیس‌جمهور، رئیس ستاد مشترک یا وزیر دفاع به جانشین ستاد مشترک، واگذار نمایند.

## فهرست
| ر. | تصویر                 | جانشین رئیس ستاد مشترک                    | آغاز تصدی      | پایان تصدی                                           | طول دوران      | شاخه نظامی                                | رئیس ستاد مشترک نیروهای مسلح ایالات متحده آمریکا |
| -- | --------------------- | ----------------------------------------- | -------------- | ---------------------------------------------------- | -------------- | ----------------------------------------- | ------------------------------------------------ |
| ۱  | رابرت ترالس هرس       | ژنرال رابرت ترالس هرس (۲۰۰۸–۱۹۳۲)         | ۶ فوریه ۱۹۸۷   | ۲۸ فوریه ۱۹۹۰ (بازنشسته)                             | ۳ سال، ۲۲ روز  | نیروی هوایی ایالات متحده آمریکا           | ویلیام جیمز کرو کالین پاول                       |
| ۲  | دیوید المر جرمایا     | ادمیرال دیوید المر جرمایا (۲۰۱۳–۱۹۳۴)     | ۱ مارس ۱۹۹۰    | ۲۸ فوریه ۱۹۹۴ (بازنشسته)                             | ۳ سال، ۳۶۴ روز | نیروی دریایی ایالات متحده آمریکا          | کالین پاول جان شالیکاشویلی                       |
| ۳  | ویلیام اوونز          | ادمیرال ویلیام اوونز (زادهٔ ۱۹۴۰)          | ۱ مارس ۱۹۹۴    | ۲۷ فوریه ۱۹۹۶ (بازنشسته)                             | ۱ سال، ۳۶۳ روز | نیروی دریایی ایالات متحده آمریکا          | جان شالیکاشویلی                                  |
| ۴  | جوزف رالستون          | ژنرال جوزف رالستون (زادهٔ ۱۹۴۳)            | ۱ مارس ۱۹۹۶    | ۲۹ فوریه ۲۰۰۰ انتصاب به‌عنوان فرمانده عالی ناتو اروپا | ۳ سال، ۳۶۵ روز | نیروی هوایی ایالات متحده آمریکا           | جان شالیکاشویلی هیو شلتون                        |
| ۵  | ریچارد مایرز          | ژنرال ریچارد مایرز (زادهٔ ۱۹۴۲)            | ۲۹ فوریه ۲۰۰۰  | ۱ اکتبر ۲۰۰۱ (انتصاب به رئیس ستاد مشترک)             | ۱ سال، ۲۱۵ روز | نیروی هوایی ایالات متحده آمریکا           | هیو شلتون                                        |
| ۶  | پیتر پیس              | ژنرال پیتر پیس (زادهٔ ۱۹۴۵)                | ۱ اکتبر ۲۰۰۱   | ۱۲ اوت ۲۰۰۵ (انتصاب به رئیس ستاد مشترک)              | ۳ سال، ۳۱۵ روز | سپاه تفنگداران دریایی ایالات متحده آمریکا | ریچارد مایرز                                     |
| ۷  | ادموند جامباستیانی    | ادمیرال ادموند جامباستیانی (زادهٔ ۱۹۴۸)    | ۱۲ اوت ۲۰۰۵    | ۲۷ ژوئیه ۲۰۰۷ (بازنشسته)                             | ۱ سال، ۳۴۹ روز | نیروی دریایی ایالات متحده آمریکا          | ریچارد مایرز پیتر پیس                            |
| ۸  | جیمز کارترایت         | ژنرال جیمز کارترایت (زادهٔ ۱۹۴۹)           | ۳۱ اوت ۲۰۰۷    | ۳ اوت ۲۰۱۱ (بازنشسته)                                | ۳ سال، ۳۳۷ روز | سپاه تفنگداران دریایی ایالات متحده آمریکا | پیتر پیس مایک مالن                               |
| ۹  | سندی وینفلد           | ادمیرال سندی وینفلد (زادهٔ ۱۹۵۶)           | ۴ اوت ۲۰۱۱     | ۳۱ ژوئیه ۲۰۱۵ (بازنشسته)                             | ۳ سال، ۳۶۱ روز | نیروی دریایی ایالات متحده آمریکا          | مایک مالن مارتین دمپسی                           |
| ۱۰ | پاول سلوا             | ژنرال پاول سلوا (زادهٔ ۱۹۵۸)               | ۳۱ ژوئیه ۲۰۱۵  | ۳۱ ژوئیه ۲۰۱۹ (بازنشسته)                             | ۴ سال، ۰ روز   | نیروی هوایی ایالات متحده آمریکا           | مارتین دمپسی جوزف دانفورد                        |
| ۱۱ | جان هایتن             | ژنرال جان هایتن (زادهٔ ۱۹۵۹)               | ۲۱ نوامبر ۲۰۱۹ | ۱۹ نوامبر ۲۰۲۱ (بازنشسته)                            | ۱ سال، ۳۶۳ روز | نیروی هوایی ایالات متحده آمریکا           | مارک الکساندر میلی                               |
| ۱۲ | کریستوفر واتسون گریدی | آدمیرال کریستوفر واتسون گریدی (زادهٔ ۱۹۶۲) | ۲۰ دسامبر ۲۰۲۱ | متصدی                                                | ۳ سال، ۱۳۵ روز | نیروی دریایی ایالات متحده آمریکا          | مارک الکساندر میلی چارلز براون دن کین            |